# Estação Quintana

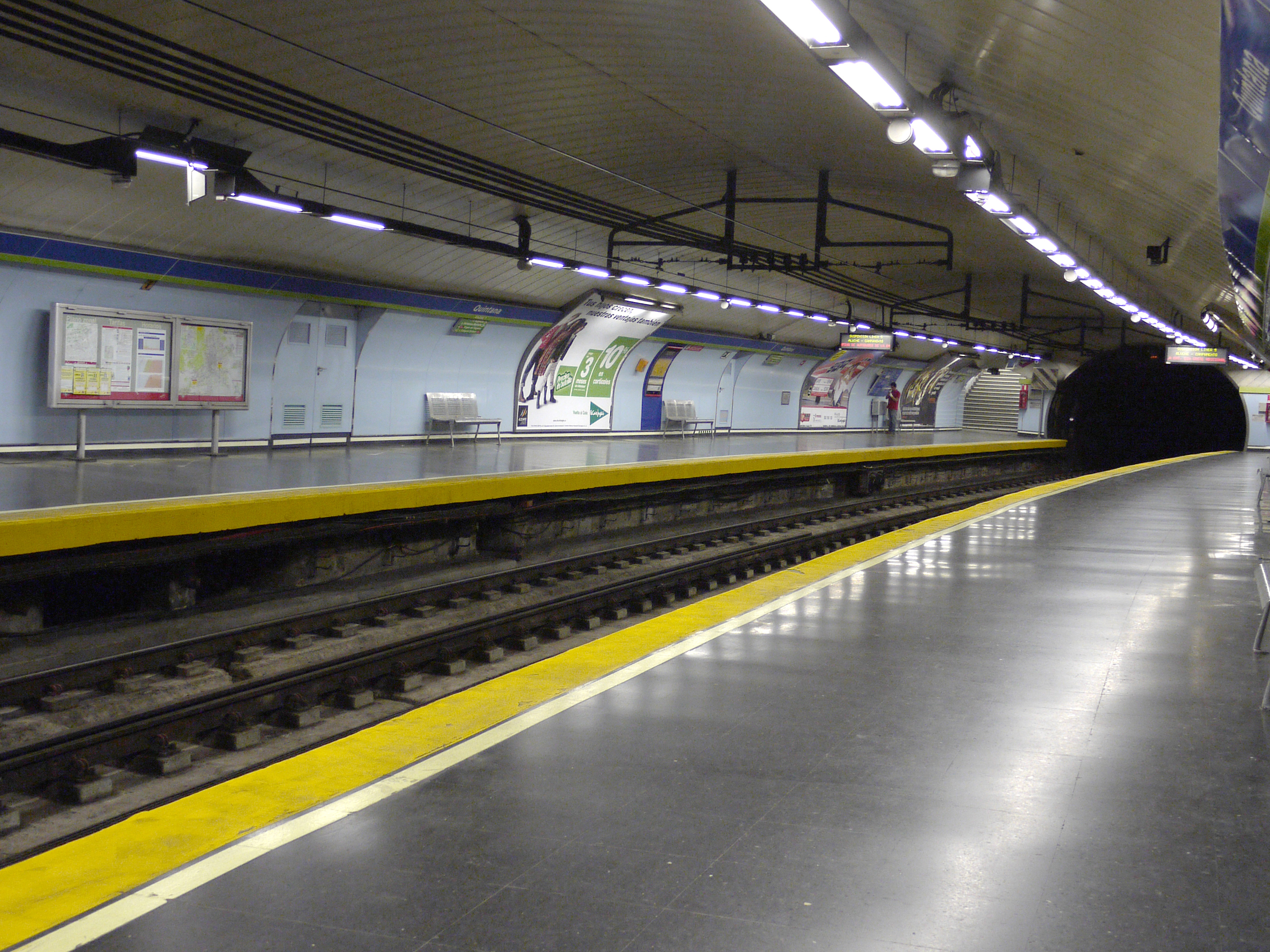
Plataforma de embarque

Quintana é uma estação da Linha 5 do Metro de Madrid (Espanha), localizada em baixo da Plaza de Quintana, no cruzamento da calle del Lago Constanza com a Calle Alcalá.

## História
A estação atendia desde a sua inauguração em 28 de maio de 1964, os trens da Linha 2  que operavam provisoriamente a seção norte da nova linha 5 entre as estações Ventas e Ciudad Lineal. Foi integrada na linha 5 em 20 de julho de 1970.